# Léon Cléry
Louis-Léon Cléry, né le 10 août 1831 à Paris 10e et mort le 15 juin 1904 à Paris 9e, est un  avocat français, .

## Biographie
Léon Cléry fait ses études au lycée Henri IV. En 1858, il est reçu avocat et fait ses armes d'abord comme secrétaire de la Conférence des avocats, puis comme secrétaire auprès du futur député, Eugène Bethmont. Il s’intéresse peu aux affaires criminelles et privilégie les procès civils et politiques avec une préférence pour le milieu artistique. Il est célèbre pour avoir mené avec succès les plaidoyers contre l'Œuvre de la Sainte-Enfance (qui accusait les Chinois d'infanticide) et au procès du bien public contre les Jésuites de la rue des Postes. il devient un avocat réputé et défend des personnalités comme Gambetta, Léon Chapron, Challemel-Lacour, Henri Rochefort, Émile Augier, Alexandre Dumas (fils), Francisque Sarcey, Edmond Got, Dubut de Laforest ou Pierre-Jean David d'Angers entre autres.
 
En 1890, il fait un voyage aux Indes et relate son périple dans l'ouvrage : De Paris à Lahore, lettres familières.
Il épouse la fille d'Adolphe Goupil, marchand de tableaux..
Il est fait chevalier de la Légion d'honneur en 1882. »
Il meurt à son domicile au no 11 rue de la Tour-des-Dames dans le 9e arrondissement de Paris.

## Défenseur des animaux
Léon Cléry était un fervent défenseur de la cause animale. Il fait, à sa mort, un legs de cent mille francs à la SPA (Société protectrice des animaux). Dans son testament était prévue la distribution d'un prix, dit prix Léon Cléry, par l'organisation légataire. La récompense, constituée d'une prime de cinq cent francs, devait revenir aux « instituteurs et institutrices de la France continentale qui, par l'ancienneté et la distinction de leurs services dans l'enseignement public, par des créations utiles, par des ouvrages, auront le plus contribué au progrès de la protection des animaux considérée comme un instrument de moralisation, comme un véhicule d'idées humanitaires ».

## Anecdotes
- Marie-Louise Pailleron raconte dans son livre de souvenirs Le paradis perdu, l'anecdote suivante : Léon Cléry plaidait dans ses jeunes années une affaire assez embrouillée. Les juges considérant la plaidoirie un peu trop longue signifièrent à l'avocat d'abréger quelque peu son argumentation . Cléry, en s'exécutant aussitôt, leur dit : « Lui tort, moi raison, vous bons juges ! ».
- Cléry avait l'habitude de dire à ses invités lorsqu'ils se trouvaient dans la bibliothèque : « Il ne faut pas prêter de livre, disait-il, les amis ne les rendent jamais » et montrant toute sa bibliothèque, il concluait : « Ainsi, ces livres-là, sont tous des livres prêtés[9] » .
- Dans son ouvrage Souvenirs du Palais, Léon Cléry réunit quelques-unes de ses plus brillantes plaidoiries. La première édition est épuisée en quelques jours. Mais, rapidement, des réclamations de familles d'anciens clients se font entendre. Elles protestaient contre la publicité nouvelle sur des procès aujourd'hui presque oubliés. Léon Cléry fait aussitôt interdire une nouvelle édition. « Je n'avais vu là, dit-il, qu'une œuvre littéraire. Mais je serais désolé, en rappelant des procès oubliés, de réveiller des susceptibilités ou de rouvrir des blessures que le temps a cicatrisées[10]. »

## Citations sur Léon Cléry
- Dans son livre Silhouettes du Palais, Michel Salomon décrit le personnage en ces termes : « [...] On montre, au Musée d'artillerie, une dague curieusement ingénieuse et meurtrière. La lame est simple, en apparence; tout à coup, par le jeu invisible d'un ressort, une fourche jette ses branches de chaque côté de la pointe. Le trait de Me Cléry recèle parfois de ces surprises;  il bifurque, il se ramifie, il complique la blessure[11] » .
- Dans Nos grands avocats de G. Lèbre : « Le masque dur, l'air sardonique, la voix froidement caustique, la mâchoire serrée prête au coup de dent à l'emporte-pièce, Cléry prend à la barre l'attitude d'un lutteur : solidement établi sur ses jambes, les épaules ramassées, il retrousse ses manches et s’apprête à lancer le sarcasme comme un coup de poing[12] ».
- Dans la Nouvelle revue internationale européenne : « En lui le barreau perdrait le meilleur de son esprit. Il illustre cette corporation et par cet esprit étincelant toujours en éveil, et par son caractère d'une droiture et d'une délicatesse qui n'est pas toujours absolument l'apanage des avocats[13] ».

## Publications principales
- Souvenirs du Palais, Paris : A. Lemerre , s.d. [lire en ligne]
- M. Bethmont, souvenirs intimes, Paris : impr. de A. Quantin , 1881.
- De Paris à Lahore, lettres familières, Paris, A. Lemerre , 1893.